# Llywelyn ap Merfyn
Llywelyn ap Merfyn (c. 880-942) fue rey de Powys a comienzos del siglo x. Era hijo de Merfyn ap Rhodri y nieto de Rhodri el Grande. Se cree que nació en Llandeilo en el año 880. Se le atribuye solo una descendiente, Angharad ferch Llywellyn, nacida en 918. Fue sucedido por Hywel Dda.